# Vergezac

Vergezac este o comună în departamentul Haute-Loire, Franța. În 2009 avea o populație de 431 de locuitori.